# Technologiefrüherkennung
Technologiefrüherkennung (TF) ist Teil des strategischen Innovations- und Technologiemanagements. Ihr Ziel ist es, aussichtsreiche Technologieansätze oder -trends zu ermitteln, ihr Entwicklungspotential deutlich zu machen und die Markteinführung von neuen Produkten durch geeignete Maßnahmen vorzubereiten. Im Englischen (und oft auch im Deutschen) wird die Technologiefrüherkennung auch mit dem Ausdruck „Technology Intelligence“ bezeichnet.

## Geschichte
Ursprünglich suchte man nach Hinweisen durch Analyse und Hochrechnung operativer Kennzahlen aus betriebswirtschaftlichen Daten. Bei dieser eher an ein Controlling-Instrument erinnernden „Frühwarnung“ ging es um das frühzeitige Erkennen von finanziellen Schieflagen im Unternehmen. Auch bei der sich daraus entwickelnden „Früherkennung“ – die speziell für diesen Zweck ermittelte Indikatoren einbezog – ging es letztlich um eine Beurteilung der Lage aus (betriebswirtschaftlichen) Daten von gestern. Erst in der dritten Generation, der „Frühaufklärung“, gelangten strategische, erfolgspotentialorientierte und vor allem zukunftsorientierte Fragestellungen in den Vordergrund. Hieraus ableiten lassen sich Technologiefrüherkennung oder Technologiefrühaufklärung als Strategien, die den Unternehmer/Manager gerade in der frühen Phase des Innovationsprozesses bei der Auswahl relevanter Technologien unterstützen.

## Ziele
TF ermöglicht dem Technologiemanager die Vorbereitung strategischer Entscheidungen. Ohne diese Informationsbasis getroffene Entscheidungen sind subjektiver, spontaner und beruhen auf größeren Unwägbarkeiten können aber trotzdem – wenn auch mit geringerer Wahrscheinlichkeit – richtig sein. Die  meist als kontinuierlicher Prozess durchgeführt Beobachtung einzelner Technologiefelder ermöglicht dem Unternehmen:
- frühe und oft noch schwache Hinweise auf Technologien und technologische Entwicklungen zu identifizieren,
- Ideen für neue Produkte und Dienstleistungen zu gewinnen,
- neue technologische Lösungen in laufenden Projekten zu verwerten,
- Informationen für die Bewertung zu liefern,
- externe Lieferanten zu identifizieren, die einbezogen werden sollten,
- bestehende Kernkompetenzen auszubauen,
- neue Kompetenzen und dadurch neue Marktzugänge zu schaffen.

Entscheidend für den Erfolg der TF sind
- gute und verlässliche Informationsquellen innerhalb und außerhalb des Unternehmens,
- die jeweils herangezogenen Selektions- und Beurteilungskriterien für neue Technologien,
- eine zuverlässige, kontinuierliche Kommunikation der Ergebnisse des TF im Unternehmen.

In Unternehmen bevorzugte Selektions- und Beurteilungskriterien orientieren sich am (künftigen) Marktumfeld, sie sind üblicherweise relativ kurzfristig und produktbezogenen orientiert. Je größer das Unternehmen und je größer die Offenheit gegenüber Fragen und Planungen über Zeiträume von fünf Jahren hinaus ist, desto eher ähneln die Kriterienraster denen der TF im öffentlichen oder branchenübergreifenden Bereich. Gesichtspunkte wie Nachhaltigkeit, gesellschaftlicher Wandel und generelle Chancen und Risiken neuer Technologien spielen in der TF im öffentlichen Bereich, die grundsätzlich umfassender und langfristiger orientiert ist, eine größere Rolle als im Unternehmen. Der Technologiemanager muss sich auf ein engeres Kriterienraster beschränken, um den Prozess in finanzieller wie zeitlicher Sicht machbar zu gestalten. Hilfreich ist es trotzdem, in einem frühen Stadium des Prozesses alle denkbaren Kriterien zusammenzutragen und einander gegenüberzustellen, um sie schließlich durch ein bewusstes Ranking auf die für die aktuelle Situation Wichtigsten zu fokussieren.
Technologiefrüherkennung macht vor allem dann Sinn, wenn sie als iterativer Lernprozess verstanden wird. Das heißt, der TF-Prozess wird nicht einmal durchgeführt und seine Ergebnisse würden dann für einige Zeit vorhalten. Erst eine kontinuierliche Fortführung sichert, dass jene schwachen Signale aufkeimender Technologien frühzeitig erkannt werden, die bei Nichtbeachtung negative Konsequenzen für ein Produkt, einen Produktionsprozess, eine Produktlinie oder unter Umständen das ganze Unternehmen haben könnten. Als kontinuierlicher Prozess gedacht, bietet sich die Möglichkeit verwendete Suchräume, Bewertungsraster, Quellenauswahl und Implementierung der Ergebnisse ständig zu optimieren. In der betrieblichen Praxis hat es sich als hilfreich erwiesen, den TF-Prozess in drei Teilschritten durchzuführen. Im ersten Teilschritt werden relevante Technologieoptionen identifiziert, Im zweiten auf Basis eines Bewertungsrasters beurteilt; im dritten werden die selektierten Technologieoptionen für eine Integration in den betrieblichen Ablauf vorbereitet. In diesem Teilschritt spielt auch die zielgerichtete Kommunikation der Ergebnisse im Unternehmen eine wichtige Rolle.

## Einsätze

### Technologiefrüherkennung mit Technology Radar
Unternehmen nutzen Technologieprognosen häufig, um Prioritäten für F&E-Aktivitäten zu setzen, die Entwicklung neuer Produkte zu planen und strategische Entscheidungen über die Vergabe von Technologielizenzen und die Gründung von Joint Ventures zu treffen. Eines der Instrumente, die eine Technologieprognose in einem Unternehmen ermöglichen, ist ein Technology Radar. Ein Technology Radar dient dazu, Technologien, Trends und Schocks frühzeitig zu erkennen und die Aufmerksamkeit auf die Gefahren und Chancen der technologischen Entwicklung zu lenken sowie Innovationen zu fördern.
Technology Radars wurden erfolgreich bei Unternehmen wie Cisco Systems, Deutsche Telekom und Zalando eingesetzt, um unternehmensweite Technologieinformationen zu identifizieren, auszuwählen, zu bewerten und zu verbreiten. Diese Technologieradare folgen einem bestimmten Radarverfahren, das selbst einen erheblichen Wert für ein Unternehmen darstellt:
- Identifizierung: Mitarbeiter, die als Technologie-Scouts aus der ganzen Welt tätig sind, reichen neue Technologien bei der Plattform ein.
- Auswahl: Auf der Grundlage der Technologie, ihrer potenziellen Auswirkungen und der Neuheit überprüft ein Radar-Team die eingereichten Technologien und wählt die gültigsten aus.
- Bewertung: Die ausgewählten Technologien werden dann auf der Grundlage der Marktchancen und des Umsetzungsrisikos bewertet.
- Verbreitung: Das Radar zeigt die bewerteten Technologien nach ihrem Reifegrad, ihrer Position in der Wertschöpfungskette und ihrer Relevanz an.

## Konferenzen
- European Conference on Strategic Foresight Jährliches Forum für Strategische Frühaufklärung in Unternehmen